# Tekken (videójáték)
A Tekken (magyarul: Vasököl) eredetileg egy a Namco által 1994-ben kiadott játéktermi gépekre írt verekedős játék, melyet aztán átírtak PlayStationre is. Később sorozattá nőtte ki magát, és részei a játéktermeken kívül sorra megjelennek a PlayStation aktuális változatain, később Xbox 360-on is. A játék hatalmas sikernek bizonyult; későbbi részei a műfaj egyik legjobbjává avatták.

## Történelem
A Tekken széria 1994-ben kezdte el „pályafutását” először játéktermi gépeken, de aztán 1995-ben átírták PlayStationre is. A készítő a Namco volt és mai napig ők készítik a Tekken részeket.
A The King of Iron Fist annyit tesz hogy A Vasököl Királya, ami majdnem 3 részen keresztül Misima Heihacsié volt. Az első vasököl viadalra csak páran jelentkeztek és aki eljutott a végéig annak Heihacsival kellett szembeszállnia.
A 3D-s játékok egyik korai előfutára. A háttér még 2D-s. A kritikusok eleinte a Sega sikerjátékának, az akkoriban már közel két éve a piacon levő Virtua Fighter utánzatának tartották. Azonban a játék tartalmazott néhány eddig nem látott újítást, köztük a szereplők mozgásának irányítása. Később a játék nagyon jó kritikákat kapott, ami főleg az élethű mozgásnak tudható be. Az 1995-ben debütáló PlayStationnel kölcsönösen segítették egymás sikerét. Ezen a konzolon a Tekken volt az első játék, mely elérte az egymilliós eladott darabszámot.

## Játékmenet
Központi témája a gép ellen vívott King of Iron Fist Tournament, mely egy fordulókra osztott, fordulónként több menetes bajnokság, végén egy főellenséggel, kinek személye változik a különböző részek egyébként egybefüggő történetével, de kilétét az általunk választott karakter is befolyásolja. E mellett természetesen van kétszemélyes mód, gyakorlópálya, és még sok fajta egyéb lehetőség. Több részben is előfordulnak különböző minijátékok, mint például egy nagyon jó minőségű bowling játék, mely akár önálló kiadásban is megállná a helyét, vagy a lineáris felépítésű, mászkálós stílusú, és pontozáson (SCORE) alpuló Force Mode. A menetek száma és időtartama játékmódtól függően általában állítható, melyek a különbözőképpen érhetnek véget:
- K.O.: Kiütés, vagy az idő leteltekor a kevesebb életerővel rendelkező veszít.
- Double K.O.: Az ellenfelek egyszerre indított támadásnál kölcsönösen kiütik egymást.
- Draw: Egyenlő életerővel végződik a menet, természetesen csak időlimites küzdelemnél fordul elő.
- Great: Kis arányú győzelem.
- Perfect: Sebesülés nélküli győzelem.

## Helyszínek
A pályák általában valós helyszínt modelleznek és a szereplőkre jellemzőek, bizonyos játékmódokban szabadon választhatóak. A sorozat az 1994-es megjelenése óta rengeteget fejlődött grafikailag, egyre jobban érvényesült a 3D megjelenés, később már a pálya elemei is hatással voltak a játékmenetre. Nem ritkák az összetörhető tárgyak, esetleg lezuhanhatunk. A különböző felületek is egyre kidolgozottabbak lettek.

## Szereplők
Személyük, és számuk a különböző részekben kisebb-nagyobb mértékben eltérnek egymástól, de többségük valamilyen módon kötődik a történethez. Más-más harci stílusuk, erősségük, és hátrányuk van. Női és férfi szereplők egyaránt szerepelnek, lényegében mindenkinek megvan a hozzáillő ellenfele, de bárki bármilyen szereplővel egyenrangú küzdőfél lehet. Az alap harci technikákat alkalmazó személyeken kívül azért akadnak benne elvontabb karakterek, mint például egy panda, vagy egy bárki stílusát utánozni tudó fabábú. A játék kezdetekor nem választható mindenki, annak előrehaladtával szerezzük meg erre a lehetőséget. Sokuknak van valamilyen alternatív figurája, egyeseknek megválaszthatjuk a ruházatát is.

### A sorozat szereplőlistája
| Szereplő              | 1       | 2     | 3     | TTT     | 4       | 5         | 6     | TTT2      | R       | 7    | Össz. |
| --------------------- | ------- | ----- | ----- | ------- | ------- | --------- | ----- | --------- | ------- | ---- | ----- |
| Akuma                 | Nem     | Nem   | Nem   | Nem     | Nem     | Nem       | Nem   | Nem       | Nem     | Igen | 1     |
| Alex                  | Nem     | Igen2 | Nem   | Igen2   | Nem     | Nem       | Nem   | Igen1 3   | Nem     | Nem  | 3     |
| Alisza Boszkonovics   | Nem     | Nem   | Nem   | Nem     | Nem     | Nem       | Igen1 | Igen      | Igen    | Igen | 4     |
| Ancient Ogre          | Nem     | Nem   | Igen4 | Igen    | Nem     | Nem       | Nem   | Igen1     | Nem     | Nem  | 3     |
| Angel                 | Nem     | Igen2 | Nem   | Igen2   | Nem     | Nem       | Nem   | Igen1 3   | Nem     | Nem  | 3     |
| Anna Williams         | Igen3   | Igen  | Igen  | Igen    | Nem     | Igen      | Igen  | Igen      | Nem     | Nem  | 7     |
| Armor King I/II       | Igen    | Igen  | Nem   | Igen    | Nem     | Igen1     | Igen  | Igen      | Igen1   | Nem  | 7     |
| Azazel                | Nem     | Nem   | Nem   | Nem     | Nem     | Nem       | Igen5 | Nem       | Nem     | Nem  | 1     |
| Bob Richards          | Nem     | Nem   | Nem   | Nem     | Nem     | Nem       | Igen  | Igen      | Igen1   | Nem  | 3     |
| Bruce Irvin           | Nem     | Igen  | Nem   | Igen    | Nem     | Igen      | Igen  | Igen      | Nem     | Nem  | 5     |
| Bryan Fury            | Nem     | Nem   | Igen  | Igen    | Igen    | Igen      | Igen  | Igen      | Igen    | Igen | 8     |
| Christie Monteiro     | Nem     | Nem   | Nem   | Nem     | Igen    | Igen      | Igen  | Igen      | Igen1   | Nem  | 5     |
| Claudio Serafino      | Nem     | Nem   | Nem   | Nem     | Nem     | Nem       | Nem   | Nem       | Nem     | Igen | 1     |
| Combot                | Nem     | Nem   | Nem   | Nem     | Igen    | Nem       | Nem   | Igen1 3   | Nem     | Nem  | 2     |
| Craig Marduk          | Nem     | Nem   | Nem   | Nem     | Igen    | Igen      | Igen  | Igen      | Nem     | Nem  | 4     |
| Devil Dzsin           | Nem     | Nem   | Nem   | Nem     | Nem     | Igen      | Igen  | Igen      | Igen1   | Igen | 5     |
| Devil/Devil Kazuja    | Igen2 3 | Igen4 | Nem   | Igen    | Nem     | Nem       | Nem   | Igen2     | Igen2   | Igen | 6     |
| Devil Kazumi          | Nem     | Nem   | Nem   | Nem     | Nem     | Nem       | Nem   | Nem       | Nem     | Igen | 1     |
| Dr. Boszkonovics      | Nem     | Nem   | Igen3 | Nem     | Nem     | Nem       | Nem   | Igen1 3   | Nem     | Nem  | 2     |
| Eddy Gordo            | Nem     | Nem   | Igen  | Igen    | Igen2 3 | Igen      | Igen  | Igen      | Nem     | Igen | 7     |
| Eliza                 | Nem     | Nem   | Nem   | Nem     | Nem     | Nem       | Nem   | Nem       | Igen1   | Nem  | 1     |
| Feng Wei              | Nem     | Nem   | Nem   | Nem     | Nem     | Igen      | Igen  | Igen      | Igen1   | Igen | 5     |
| Forest Law            | Nem     | Nem   | Igen  | Igen    | Nem     | Nem       | Nem   | Igen1 3   | Nem     | Nem  | 3     |
| Ganrjú                | Igen3   | Igen  | Nem   | Igen    | Nem     | Igen      | Igen  | Igen      | Nem     | Nem  | 6     |
| Gigas                 | Nem     | Nem   | Nem   | Nem     | Nem     | Nem       | Nem   | Nem       | Nem     | Igen | 1     |
| Gon                   | Nem     | Nem   | Igen3 | Nem     | Nem     | Nem       | Nem   | Nem       | Nem     | Nem  | 1     |
| Gun Jack              | Nem     | Nem   | Igen  | Igen    | Nem     | Nem       | Nem   | Nem       | Nem     | Nem  | 2     |
| Hirano Miharu         | Nem     | Nem   | Nem   | Nem     | Igen2 3 | Nem       | Nem   | Igen2 3   | Nem     | Nem  | 2     |
| Hvarang               | Nem     | Nem   | Igen  | Igen    | Igen    | Igen      | Igen  | Igen      | Igen1   | Igen | 8     |
| Jack (1–7)            | Igen    | Igen  | Nem   | Igen    | Nem     | Igen      | Igen  | Igen      | Igen    | Igen | 8     |
| Josie Rizal           | Nem     | Nem   | Nem   | Nem     | Nem     | Nem       | Nem   | Nem       | Nem     | Igen | 1     |
| Josimicu              | Igen    | Igen  | Igen  | Igen    | Igen    | Igen      | Igen  | Igen      | Nem     | Igen | 9     |
| Julia Chang/Jaycee    | Nem     | Nem   | Igen  | Igen    | Igen    | Igen      | Igen  | Igen      | Nem     | Nem  | 6     |
| Katarina Alves        | Nem     | Nem   | Nem   | Nem     | Nem     | Nem       | Nem   | Nem       | Nem     | Igen | 1     |
| Kazama Aszuka         | Nem     | Nem   | Nem   | Nem     | Nem     | Igen      | Igen  | Igen      | Igen    | Igen | 5     |
| Kazama Dzsin          | Nem     | Nem   | Igen  | Igen    | Igen    | Igen      | Igen  | Igen      | Igen1   | Igen | 8     |
| Kazama Dzsun          | Nem     | Igen  | Nem   | Igen    | Nem     | Nem       | Nem   | Igen4     | Igen1   | Nem  | 4     |
| King I/II             | Igen    | Igen  | Igen  | Igen    | Igen    | Igen      | Igen  | Igen      | Igen    | Igen | 10    |
| Kindzsin              | Nem     | Nem   | Nem   | Nem     | Nem     | Nem       | Nem   | Nem       | Igen1 5 | Nem  | 1     |
| Kuma I/II             | Igen3   | Igen  | Igen  | Igen    | Igen    | Igen      | Igen  | Igen      | Igen1   | Nem  | 9     |
| Kunimicu              | Igen3   | Igen  | Nem   | Igen    | Nem     | Nem       | Nem   | Igen1 3   | Igen1   | Nem  | 5     |
| Lars Alexandersson    | Nem     | Nem   | Nem   | Nem     | Nem     | Nem       | Igen1 | Igen      | Igen    | Igen | 4     |
| Lee Chaolan           | Igen3   | Igen  | Nem   | Igen    | Igen    | Igen      | Igen  | Igen      | Igen1   | Nem  | 8     |
| Lei Wulong            | Nem     | Igen  | Igen  | Igen    | Igen    | Igen      | Igen  | Igen      | Nem     | Nem  | 7     |
| Leo Kliesen           | Nem     | Nem   | Nem   | Nem     | Nem     | Nem       | Igen  | Igen      | Igen    | Igen | 4     |
| Lili de Rochefort     | Nem     | Nem   | Nem   | Nem     | Nem     | Igen1     | Igen  | Igen      | Igen    | Igen | 5     |
| Ling Xiaoyu           | Nem     | Nem   | Igen  | Igen    | Igen    | Igen      | Igen  | Igen      | Igen1   | Igen | 8     |
| Lucky Chloe           | Nem     | Nem   | Nem   | Nem     | Nem     | Nem       | Nem   | Nem       | Nem     | Igen | 1     |
| Marshall Law          | Igen    | Igen  | Nem   | Nem     | Igen    | Igen      | Igen  | Igen      | Igen    | Igen | 8     |
| Michelle Chang        | Igen    | Igen  | Nem   | Igen    | Nem     | Nem       | Nem   | Igen1 3   | Nem     | Nem  | 4     |
| Miguel Caballero Rojo | Nem     | Nem   | Nem   | Nem     | Nem     | Nem       | Igen  | Igen      | Igen1   | Nem  | 3     |
| Misima Dzsinpacsi     | Nem     | Nem   | Nem   | Nem     | Nem     | Igen1 3 4 | Nem   | Igen4     | Igen5   | Nem  | 2     |
| Misima Heihacsi       | Igen3   | Igen  | Igen  | Igen    | Igen4   | Igen      | Igen  | Igen4     | Igen5   | Igen | 10    |
| Misima Kazuja         | Igen    | Igen  | Nem   | Igen    | Igen    | Igen      | Igen  | Igen      | Igen    | Igen | 9     |
| Misima Kazumi         | Nem     | Nem   | Nem   | Nem     | Nem     | Nem       | Nem   | Nem       | Nem     | Igen | 1     |
| Mokudzsin             | Nem     | Nem   | Igen  | Igen    | Nem     | Igen      | Igen  | Igen      | Igen1 5 | Nem  | 6     |
| NANCY-MI847J          | Nem     | Nem   | Nem   | Nem     | Nem     | Nem       | Igen5 | Nem       | Nem     | Nem  | 1     |
| Nina Williams         | Igen    | Igen  | Igen  | Igen    | Igen    | Igen      | Igen  | Igen      | Igen1   | Igen | 10    |
| Panda                 | Nem     | Nem   | Igen2 | Igen2   | Igen2   | Igen2     | Igen2 | Igen      | Nem     | Nem  | 6     |
| Paul Phoenix          | Igen    | Igen  | Igen  | Igen    | Igen    | Igen      | Igen  | Igen      | Igen    | Igen | 10    |
| Pek Tuszan            | Nem     | Igen  | Nem   | Igen    | Nem     | Igen      | Igen  | Igen      | Nem     | Nem  | 5     |
| Prototype Jack        | Igen3   | Igen  | Nem   | Igen    | Nem     | Nem       | Nem   | Igen1 3   | Nem     | Nem  | 4     |
| Raven                 | Nem     | Nem   | Nem   | Nem     | Nem     | Igen      | Igen  | Igen      | Nem     | Nem  | 3     |
| Roger Sr./Jr.         | Nem     | Igen  | Nem   | Igen    | Nem     | Igen      | Igen  | Igen      | Nem     | Nem  | 5     |
| Sebastian             | Nem     | Nem   | Nem   | Nem     | Nem     | Nem       | Nem   | Igen1 3   | Nem     | Nem  | 1     |
| Shaheen               | Nem     | Nem   | Nem   | Nem     | Nem     | Nem       | Nem   | Nem       | Nem     | Igen | 1     |
| Szergej Dragunov      | Nem     | Nem   | Nem   | Nem     | Nem     | Igen1     | Igen  | Igen      | Igen1   | Igen | 5     |
| Slim Bob              | Nem     | Nem   | Nem   | Nem     | Nem     | Nem       | Nem   | Igen3     | Nem     | Nem  | 1     |
| Steve Fox             | Nem     | Nem   | Nem   | Nem     | Igen    | Igen      | Igen  | Igen      | Igen    | Igen | 6     |
| Tecudzsin             | Nem     | Nem   | Nem   | Igen2   | Nem     | Nem       | Nem   | Nem       | Igen1 5 | Nem  | 2     |
| Tiger Jackson         | Nem     | Nem   | Igen2 | Igen2   | Nem     | Nem       | Nem   | Igen1 3   | Nem     | Nem  | 3     |
| True Ogre             | Nem     | Nem   | Igen4 | Igen    | Nem     | Nem       | Nem   | Igen4     | Igen5   | Nem  | 4     |
| Unknown               | Nem     | Nem   | Nem   | Igen3 4 | Nem     | Nem       | Nem   | Igen1 3 4 | Nem     | Nem  | 2     |
| Violet                | Nem     | Nem   | Nem   | Nem     | Igen2   | Nem       | Nem   | Igen1 3   | Nem     | Nem  | 2     |
| Wang Jinrei           | Igen3   | Igen  | Nem   | Igen    | Nem     | Igen      | Igen  | Igen      | Nem     | Nem  | 6     |
| Zafina                | Nem     | Nem   | Nem   | Nem     | Nem     | Nem       | Igen  | Igen      | Nem     | Nem  | 2     |
| új karakter           | Nem     | Nem   | Nem   | Nem     | Nem     | Nem       | Nem   | Nem       | Nem     | Igen | 1     |
| Összesen              | 18      | 25    | 23    | 39      | 23      | 36        | 43    | 60        | 35      | 32   |       |

Megjegyzések:
↑ 1 1 Csak a frissített változatokban

↑ 2 2 Alternatív ruhaként

↑ 3 3 Csak a konzolos változatokban játszható

↑ 4 4 Játszható főellenség

↑ 5 5 Nem játszható főellenség

## Irányítás
A négy alapgombbal lényegében a négy végtagunkat irányíthatjuk, különböző gombkombinációikkal, és együttes lenyomásával sorozatokat (combo), és a karakterekre jellemző speciális támadásokat végezhetünk, valamint sikeresen védekezhetünk is a megfelelő módon. Az ütések, és rúgások mellett fogásokat is bevihetünk, mellyel földre kényszeríthetjük az ellenfelet.

## A sorozat részei
| Adatok        | Tekken                                                                           | Tekken 2                                                                            | Tekken 3                                                                    | Tekken Tag Tournament                                                                 | Tekken 4                                                                                    | Tekken 5                                                                                   | Tekken 5: Dark Resurrection | Tekken 6                                              | Tekken 6: Bloodline Rebellion                                                                 | Tekken Tag Tournament 2             | Tekken Revolution             | Tekken 7                      | Tekken 7: Fated Retribution | Tekken 8                                               |
| ------------- | -------------------------------------------------------------------------------- | ----------------------------------------------------------------------------------- | --------------------------------------------------------------------------- | ------------------------------------------------------------------------------------- | ------------------------------------------------------------------------------------------- | ------------------------------------------------------------------------------------------ | --- | ----------------------------------------------------- | --------------------------------------------------------------------------------------------- | ----------------------------------- | ----------------------------- | ----------------------------- | --- | ------------------------------------------------------ |
| Fejlesztő     | Namco                                                                            | Namco                                                                               | Namco                                                                       | Namco                                                                                 | Namco                                                                                       | Namco                                                                                      | Namco | Namco                                                 | Namco                                                                                         | Namco                               | Namco                         | Namco                         | Namco | Namco                                                  |
| Kiadó         | Namco                                                                            | Namco                                                                               | Namco                                                                       | Namco                                                                                 | Namco                                                                                       | Namco                                                                                      | Namco | Namco                                                 | Namco                                                                                         | Namco                               | Namco                         | Namco                         | Namco | Namco                                                  |
| Kiadási dátum | Arcade 1994. december 9. JP PlayStation 1995. március JP november ÉA november EU | Arcade 1995. augusztus PlayStation 1996. március 29. JP augusztus 25. ÉA október EU | Arcade: 1997. március PlayStation: 1998 Május 19. JP október ÉA november EU | Arcade: 1999 nyara PlayStation 2: 2000. március 30. JP október 25. ÉA november 24. EU | Arcade: 2001. július PlayStation 2: 2002 március 28. JP szeptember 13. EU szeptember 23. ÉA | 'Arcade: 2004. december ÉA PlayStation 2: 2005 február 24. ÉA március 31. JP június 24. EU | Arcade: 2005. december JP 2006. február ÉA PSP: 2006 július 6. JP szeptember 15. EU szeptember 14. Au PlayStation 3: 2006. december 12. JP 2007. március 1. ÉA március 23. EU, AU | Arcade 2007. november 26. JP PSP 2009. március 23. EU | Arcade 2008. december 18. JP PlayStation 3 2009. október 30. EU Xbox 360 2009. október 30. EU | 2012                                | 2013                          | 2014                          | Arcade 2016. július 5. JP PlayStation 4 2017. január 27. EU Xbox One 2017. január 27. EU Microsoft Windows 2017. január 27. EU | 2022                                                   |
| Platformok    | Arcade PlayStation                                                               | Arcade PlayStation                                                                  | Arcade PlayStation                                                          | Arcade PS2                                                                            | Arcade PS2                                                                                  | Arcade PS2                                                                                 | Arcade PlayStation 3 PSP | Arcade PSP                                            | Arcade PlayStation 3 Xbox 360                                                                 | Arcade PlayStation 3 Xbox 360 Wii U | PlayStation 3                 | Arcade                        | Arcade PlayStation 4 Xbox One Microsoft Windows                                                                                | Arcade PlayStation 5 Xbox Series X/S Microsoft Windows |
| Játékmód      | egyjátékos többjátékos                                                           | egyjátékos többjátékos                                                              | egyjátékos többjátékos                                                      | egyjátékos többjátékos                                                                | egyjátékos többjátékos                                                                      | egyjátékos többjátékos                                                                     | egyjátékos többjátékos online (PS3) | egyjátékos többjátékos                                | egyjátékos többjátékos online                                                                 | egyjátékos többjátékos online       | egyjátékos többjátékos online | egyjátékos többjátékos online | egyjátékos többjátékos online                                                                                                  | egyjátékos többjátékos online                          |
| Korhatár      |                                                                                  |                                                                                     |                                                                             |                                                                                       |                                                                                             |                                                                                            | |                                                       |                                                                                               |                                     |                               |                               | | 18                                                     |

## Fő sorozat

### Tekken (videójáték)
A sorozat első része 1994-ben jelenik meg a játéktermekben, majd 1995-ben követi a Playstation verzió. Kis különbségek vannak a két kiadás között. Később a PS2-re megjelenő Tekken 5 Arcade History részeként helyet kap az eredeti arcade változat, valamint a Namco 50 éves fennállásának jubileumi válogatására is felkerül. A 3D-s játékok egyik korai előfutára, a háttér még 2D-s. A kritikusok eleinte a Sega sikerjátékának, az akkoriban már közel két éve a piacon levő Virtua Fighter utánzatának tartották. De a játék tartalmazott néhány eddig nem látott újítást, köztük a karakterek mozgásának irányítása.
A küzdelem helyszínei:
- Angkorvat (Kambodzsa)
- Szecsuan (Kína)
- Monument Valley (USA)
- Manhattan (USA)
- Kiotó (Japán)
- Fidzsi-szigetek (Ausztrália és Óceánia)
- Windermere (Nagy-Britannia)
- Velence (Olaszország)
- Akropolisz (Görögország)
- King George Island (Antarktisz)
- Chiba Marine Stadion (Japán).

A helyszínek neve a jobb alsó sarokban van kiírva, a további részekben ez eltűnik.
Később a játék nagyon jó kritikákat kapott, ami főleg az élethű mozgásnak tudható be. Az 1994 decemberében debütáló PlayStationnel kölcsönösen segítették egymás sikerét. Ezen a konzolon a Tekken volt az első játék, mely elérte az egymilliós eladott darabszámot.

### Tekken 2
A második rész 1995-ben jelent meg a játéktermekben, később pedig PlayStation-on 1996-ban. A Tekken 5 Arcade History részeként szintén játszható a játéktermi változata, 2007-től pedig letölthető PlayStation 3-ra, és PlayStation Portable-re a PlayStation Networkről.
Sokban hasonlít elődjéhez, de hozott néhány újítást is. 2D háttér van, de végtelenítették a küzdőteret, mely igazából körbeforog a szereplők mögött. Az irányítás bővül néhány elemmel, megjelennek a dobások, és oldalt is léphetünk. Újrakezdésnél karaktert válthatunk, hasonló visszaszámolás mellett, mint a játéktermi gépeken. A befejezéseknél minden szereplőnél külön CGI videója, és számos játékmódja van:
- Survival: egy élettel a lehető legtovább eljutni
- Time Attack: minél gyorsabban megnyerni a Bajnokságot
- Team Battle: több szereplőt is választhatunk, melyekkel erejük végéig küzdeni kell. Az a játékos (vagy a gép) veszít, kinek hamarabb elfogy a szereplője.
- Practice Mode: gyakorló mód.

Ez a rész is jó kritikákat kapott, a legtöbb szaklapban 9 pont fölöttire értékelték 10-es skálán.

### Tekken 3
Az előző két részhez képest jelentős újításokat tartalmazott. Tovább csiszolták az irányítást, jobban kihasználva a 3D nyújtotta lehetőségeket. Látványvilága is sokkal szebb lett, javítottak a menü kezelésén, és tizenöt új szereplőt kapott. A mozgásokat is tökéletesítették főleg az ugrásoknál javítva a realisztikusságot, valamint a már meglévő karakterek mozgásrepertoárját is bővítették. Itt már valóban érezhető a 3 dimenzió, az oldallépés nem csak egyszerű látványelem, hanem hathatósan beleszámít a támadásokba, az így indított támadásokkal nagyban növelték a kombinációs lehetőségeket.
Ebben szerepel először minijáték. A Tekken Force egy lineáris felépítésű, mászkálós stílusú pontgyűjtögetős játék, persze itt is a küzdelem a lényeg. A Tekken Ball strandröplabda és kidobós keresztezéseként definiálható leginkább, a labdával sérülést is okozhatunk az ellenfelünknek.
A konzolos átirat a játéktermihez képest 2 új bónusz karaktert is tartalmaz. A PlayStation hardveres kapacitása miatt a háttér továbbra is kétdimenziós. Később Dreamcaston is játszhatóvá vált a Bleemcast! kereskedelmi forgalomba került emulárorral, ahol feljavították a grafikát. A játéktermi verzió szerepel a Tekken 5 Arcade History részeként.
A Tekken 3 volt az igazi áttörés, amit PlayStation-ön el lehetett érni. A kritikusok, és játékosok szerint is a legjobb verekedős játék PlayStationön, és vitathatatlanul egyike minden idők legjobb játékának.

### Tekken 4
Megjelenés: 2001. július 28.

### Tekken 5
Megjelenés: 2004. december 14.

#### Dark Resurrection
Megjelenés: 2005. december 12.
A Dark Resurrection a Tekken 5 Sony Plastation Portable-re készült bővített változata. Az alapok - mint az irányítás, grafika - nagyjából megegyeznek a PS2-es verzióval, tartalmilag viszont eltérő illetve a meglévő pályák, a karakterek ruhái alternatív megjelenésben tértek vissza. Továbbá szem előtt tartva a PSP kapacitását, illetve a kézikonzolokat jellemző rövidebb adagú játékmenetet, néhány a PS2-n jelenlévő játékmódot (Devil Within és az arcade múzeum módot) kivágták belőle. Az újdonságok listáján szerepel három új választható karakter (Lili, Szergej Dragunov, Armor King), a hozzájuk tartozó CG megnyerés videók, illetve a PSP-s változathoz készített intro, továbbá új játékmódok mint a Tekken Bowl, és a Dojo mód.

### Tekken 6
Megjelenés: 2007. november 26.

#### Bloodline Rebellion
Megjelenés: 2008. december 18.

### Tekken 7
Megjelenés: 2015. március 18.

#### Fated Retribution
Megjelenés: 2016. július 5.

### Tekken 8
Megjelenés: Idén

## Tag Tournament

### Tekken Tag Tournament
Igazából a Tekken 3 továbbfejlesztett, 1999-es játéktermi változata, mely később a 2000-ben piacra került PS2 kínálatában mutatkozik be az otthoni játékosok előtt. Nem tartozik a Tekken történetszálai közé, ezért nonkanonikus (történettel nem rendelkező) játék. A kritikusok inkább egyfajta próbálgatásnak tartották a PlayStation 2 képességeiről. Mivel a legelső PS2 játékok között jelent meg - ráadásul az időhiánnyal küszködő Namco rohamtempóban volt kénytelen végezni a munkálatokat, hogy a játék egy időben kerülhessen boltokba a géppel - így igazán jelentős fejlesztéseket ugyan nem tartalmazott (pl. a teljes 3D-s környezetet is csak a később megjelenő Tekken 4-ben debütált, illetve a korábban a sorozat egyik védjegyének számító epilógus CG illetve FMV minifilmeket is pre-renderelt játékgrafika váltotta fel), de a feljavított vizuális megjelenítést, a meneteken belüli szereplőváltást (Tag), az új harci mozdulatokat és stílusában legjobb audiót (hangok, zenék) felvonultató epizód így is kivívta a rajongók és kritikusok elismerését - több, a témával foglalkozó japán és egyéb külföldi fórumon a mai napig (2012) legjobb, legnépszerűbb Tekken-epizódnak választották meg. Szinte mindenhol kiemelték a korábbi epizódokban megismert és megkedvelt karakterek szerepeltetésének fontosságát, mely hatalmasat dobott a játékélményen és az atmoszférán, nem beszélve a program népszerűségéről. Ebben a részben jelenik meg a Tekken Bowl minijáték, melyben a választott harcosokkal egy kompletten kidolgozott bowling-játékot játszhatunk.
A Tekken Tag Tournament kivétel nélkül megkapta a 90% fölötti, illetve A, A+ értékelést minden médiumban, s az IGN a 23. legjobb játéknak sorolta PlayStation2-n.

#### Tekken Tag Tournament HD
Megjelenés: 2011. november 12.

### Tekken Tag Tournament 2
2012 szeptemberében jelent meg a Tekken Tag Tournament folytatása, amelyben a küzdelmek során egyszerre több szereplő csap össze egymással.

#### Tekken Tag Tournament 2 Unlimited
Megjelenés: 2012. március 27.

## Crossoverek

### Pokkén Tournament
Ez a crossover epizód a Tekken és a Pokémon ötvözete lesz. 2015-ben jelenik meg.

### Tekken X Street Fighter
A Bandai Namco fejleszti a Tekken X Street Fighter című játékot, míg a Street Fighter készítői, a Capcom fejleszti a Street Fighter X Tekkent.

## Egyéb média

### Elvetett tervek és ötletek
Akárcsak más verekedős játékok, úgy a Tekken is bővelkedik számos tervezett vagy félredobott funkciókkal, karakterekkel.

#### Karakterek
- Dragon Fighting Jack: Egy elvetett Jack-robot, mely Jack és Marshall Law kombinációja lett volna mozdulatokban, gyorsaságban és ügyességben. Ő lett volna a Tekken 1 Playstation verziójában a főellenség (egyben választhatatlan karakter is) Heihachi után és a Tekken 2 Playstation verziójában is benne lett volna. A Tekken 1-ben neki szánták a Venezia nevű pályát, de mivel a készítőknek lehetetlen volt elverni tesztelés közben és maga a játék is már elég nehézre sikeredett, ezért kivették a játékból és emiatt a Venezia pálya már nem jelent meg a Tekken 2-ben.
- Sake: Egy óriási lazac, mely a Tekken 3 alfőnökeként (sub-boss) szolgált volna Heihachi helyett. A koncepció szerint teljesen mindegy, milyen gombokat nyomott volna meg a játékos, a hal csak körbeficánkolt volna. A készítők ebből kifolyólag meg voltak győződve arról, hogy a játékosok kiakadtak volna, ha azért fizetnének, hogy egy hallal játsszanak, ami semmit nem csinál a ficánkoláson kívül.
- Jun: Jun Kazama a Tekken 2 után a Tekken 3-ban is debütált volna, de felváltotta őt Jin Kazama helyette. A Tekken 3 játéktermi verziójában azonban mégis létezik mint szabálytalan karakter (Nina Jin mozdulataival, de saját választóképernyős portréval), aki külső csalással előhívható.
- Zombie Bride: A zombi menyecske ötlete először a Tekken 3 fejlesztése alatt született meg mint első zombi harcos a játékban, de mivel nehéz volt egy zombinak harcstílust alkotni, ezért elvetésre került a terv.
- A Tekken Tag Tournament hiányzó karakterei: Az első Tekken Tag Tournament minden egyes karaktert tervezett visszahozni a Tekken első 3 részből. A véglegesített karakterlistán belül tervben volt viszont pár további karakter visszahozatala is, mint pl. Dr. Abel, Dr. Bosconovitch, Marshall Law, Jack, King I, Devil Kazuya (Gon-t leszámítva, aki egy vendégkarakter volt csak). Dr. Abel és Dr. Bosconovitch elvetésének oka ismeretlen, azonban Marshall Law, Jack, King I és Devil Kazuya esetében a mozdulatok valószínűleges hasonlósága miatt kerültek elvetésre (Marshall Law = Forrest Law, Jack = Jack-2, Gun Jack, Prototype Jack, King I = King II, Devil Kazuya = Devil).

## A rajzfilm

### Tekken: The Motion Picture
- 1997

## Élőszereplős film

### Tekken
Eredetileg 2009-re lett bejelentve és előtte is rengetegszer már említették, végül 2010. április 5-re megérkezett a Tekken film, olyan szereplőkkel mint Luke Goss, Cary-Hiroyuki Tagawa, Gary Daniels, John Foo és Ian Anthony Dale. A rendező Dwight H. Little, akinek nevéhez írható Szökés és a Dollhouse. A történet egy fiatal lázadóról szól, aki belép a tornára, hogy ledöntse a Misima vállalat falait.